# Rhythm X
Rhythm X (Untertitel: The Music of Charles Brackeen) ist ein Jazzalbum von Charles Brackeen. Die im Januar 1968 in New York entstandenen Aufnahmen erschienen 1973 als Langspielplatte und 1993 als Compact Disc auf Strata-East Records.

## Hintergrund
Auf seinem Debütalbum spielte der Saxophonist Charles Brackeen 1968 mit drei Musikern von Ornette Colemans Band, mit dem Trompeter Don Cherry, dem Bassisten Charlie Haden und dem Schlagzeuger Ed Blackwell.

## Titelliste
- Charles Brackeen: Rhythm X (The Music of Charles Brackeen) (Strata-East Records  SES-19736)

1. Rhythm X 8:03
2. Hour Glass 11:31
3. Charles Concept 7:50
4. C. B. Blues 7:00

Die Kompositionen stammen von Charles Brackeen.

## Rezeption
Rob Ferrier verlieh dem Album in Allmusic vier Sterne und schrieb, auch wenn sich Brackeen bei dieser Session sicherlich behaupten kann, seien es, wie man schon erwarten kann, Ornette Colemans Musiker, die für Furore sorgen und um Brackeens muskulöse Stimme auf dem Altsaxophon herumspielen, als wären sie eine Gang, der sich ein neues Mitglied aufdrängt. Hadens Bassspiel liefere den hektischen Puls, überlasse die Bühne hier und da Ed Blackwells flexiblem Schlagzeugspiel und breche aus, um durch Arco-Spiel seines Instruments rollende Klangflächen zu erzeugen. Brackeen und Cherry ringen miteinander über dieses solide Fundament, mit Ergebnissen, die oft überraschend sind.
Im The Penguin Guide to Jazz heißt es: Rhythm X sei ein wertvoller Einblick in das frühe Werk Brackeens vor seinem Sabbatical. Obwohl bei weitem nicht so individuell wie die späteren Alben für Silkheart, sei das Album von 1968 voller düsterer Details.